# مهندسی اطمینان‌پذیری
مهندسی اطمینان‌پذیری یا مهندسی قابلیت اطمینان (به انگلیسی: Reliability engineering) مهندسی قابلیت اطمینان، شاخه‌ای از مهندسی است که با جنبه‌های مختلف قابلیت اطمینان یک سیستم طی چرخه حیات آن سر و کار دارد. به‌طور عمومی می‌توان قابلیت اطمینان در سیستم‌ها را به صورت زیر تعریف کرد:
توانایی سیستم یا زیرسیستم برای انجام دادن صحیح مأموریت مشخص و از پیش تعریف شده در شرایط معین و در دوره زمانی مشخص، که معمولاً در غالب تعدادی پارامتر احتمالاتی بیان می‌شود.
از جایگاه مهندسی می‌توان به قابلیت اطمینان و کاربرد آن در سیستم‌ها از جنبه‌های مختلفی پرداخت از قبیل:
- مناسب بودن وسیله‌ای برای هدفی در زمان مشخصی
- ظرفیت سیستم یا وسیله برای انجام مأموریتی که برای آن طراحی شده است.
- مقاومت سیستم یا وسیله در برابر شکست
- احتمال این که واحد در حال کار بتواند وظیفه مورد نظر را در بازه زمانی مشخص به نحو احسن انجام دهد.
- توانایی سیستم برای شکست کم هزینه

## عوامل مؤثر بر قابلیت اطمینان
- طراحی: یکی از مسائل مهم در طراحی این است که هر چه تعداد عناصر و قطعات بکار رفته که با ترتیب خطی قرار گرفته‌اند در یک سیستم بیشتر باشد میزان قابلیت اطمینان آن سیستم کاهش می‌یابد؛ بنابراین چگونگی ارتباط منطقی عناصر و زیر بخش‌ها با یکدیگر در قابلیت اطمینان کل مجموعه مؤثر است اما در مجموع می‌توان گفت که در طراحی باید از توالی طولانی قطعات یا زیر سیستم‌ها پرهیز کرد. هنگام طراحی، پس از باید سیستم را مورد بررسی قرار داد و قطعات و بخش‌هایی را که در قابلیت اطمینان تأثیر زیادی دارند شناسائی شوند تا بر روی قابلیت اطمینان جهت بالا بردن قابلیت اطمینان کل سیسم تمهیداتی صورت بگیرد. همچنین از آنجایی که خدمات پس از تولید و تعمیر پارامتر مهمی در قابلیت اطمینان قطعات و سیستم‌های قابل تعمیراست، لذا طراحی باید به گونه‌ای باشد که تعمیر و خدمات پس از تولید آن به راحتی صورت پذیرد.
- تولید: در فرایند تولید باید تکنیک‌های کنترل کیفیت بکار گرفته شود تا ریسک تولید و معایبی که ضمن آن اتفاق می‌افتد حداقل شود. به‌خصوص در طول تولید باید به عناصری که قابلیت اطمینان پائین‌تری دارند یا حساس تر هستند توجه بیشتری شود تا اشکالی در آن‌ها به وجود نیاید.
- حمل و نقل: در لحظه استفاده، قابلیت اطمینان بستگی کامل به این دارد که محصول چگونه حمل شده و در هنگام حمل چگونه با آن رفتار شده است؛ بنابراین بسته‌بندی خوب و مناسب یکی از عوامل مؤثر درحفظ محصول هنگام حمل و نقل و در نتیجه قابلیت اطمینان محصول در هنگام مصرف است.
- نگهداری و تعمیرات: نگهداری و تعمیر نقش مهمی را در حفظ و بازیابی قابلیت اطمینان ایفا می‌کند. قابلیت اطمینان سیستم رابطه مستقیمی با شرایط نگهداری و قابلیت تعمیر دارد.